# Тюркан Акйол
Тюркан Акйол (тур. Türkân Akyol; 12 жовтня 1928 — 7 вересня 2017) — турецька політична діячка, лікарка і науковиця. Перша турецька жінка-міністерка уряду і перша жінка-ректорка університету в Туреччині.

## Ранні роки
Тюркан Акйол народилася 12 жовтня 1928 року в Стамбулі. Отримала початкову освіту в різних містах Туреччини, оскільки її батько був штабним офіцером. У 1947 році закінчила школу для дівчаток Еренкей в Стамбулі.

## Кар'єра
Акйол здобула медичну освіту в університеті Анкари, закінчила його в 1953 році. Вона стала лікаркою-пульмонологинею і продовжила академічну кар'єру в своїй альма-матер. У 1965 році стала доценткою, а в 1970 році — професором. Між 1959 і 1965 роками Акйол проводила наукові дослідження в США, Франції та Нідерландах.
25 березня 1971 року призначена міністеркою охорони здоров'я та соціального забезпечення в кабінеті Ніхата Ерімена, ставши першою жінкою-міністеркою уряду Туреччини. 13 грудня того ж року пішла у відставку зі свого поста в уряді і повернулася до університету.
У 1980 році Акйол була обрана ректоруою університету Анкари, ставши першою жінкою-ректоркою Туреччині. Вона пропрацювала на цій посаді до 1982 року, після чого звільнилася через розбіжності з Радою вищої освіти. Айкол викладала в університеті до 1983 року, коли Ердал Іненю запропонував їй стати співзасновницею соціал-демократичної партії (SODEP). Акйол стала заступницею голови партії.
Тюркан Акйол увійшла в парламент як депутатка від провінції Ізмір після загальних виборів 1987 року. Вона повернулася до викладацької діяльності після закінчення терміну роботи в парламенті в 1991 році. У 1992 році вона була призначена міністеркою у справах жінок і сім'ї в коаліційному уряді з Сулеймана Деміреля. У 1993 році вона була знову призначена міністеркою в кабінеті Тансу Чиллер, першої турецької жінки прем'єр-міністерки.

## Пам'ять
Її ім'я носить лікарня в місті Бурса.